# アリックス・ディディエ・フィス＝エメ
アリックス・ディディエ・フィス＝エメ（フランス語: Alix Didier Fils-Aimé, 1971年11月14日 - ）は、ハイチの実業家、政治家。2024年に暫定大統領評議会から前首相のギャリー・コニーユの後任に指名され、秩序安定を目的として首相に任命された。

## 経歴・人物
1971年11月14日、ポルトープランスで誕生。父親はジャン＝クロード・デュヴァリエ政権下で言論批判を行い弾圧された、ハイチ議会議員のアリックス・フィス＝エメである。ボストン大学で経営管理の学位を取得し、金融の学位を取得。帰国したフィス＝エメは西部商工会議所（CCIO）とハイチ商工会議所の会頭に選出された。
ミシェル・マテリ政権下でも商工会議所会頭として留任し続けた。
2024年5月17日、同国首相候補者の1人となったが、この時はギャリー・コニーユが最終的に首相となった。議員の傍でドライクリーニング店を経営している。